# 川湯温泉 (和歌山県)

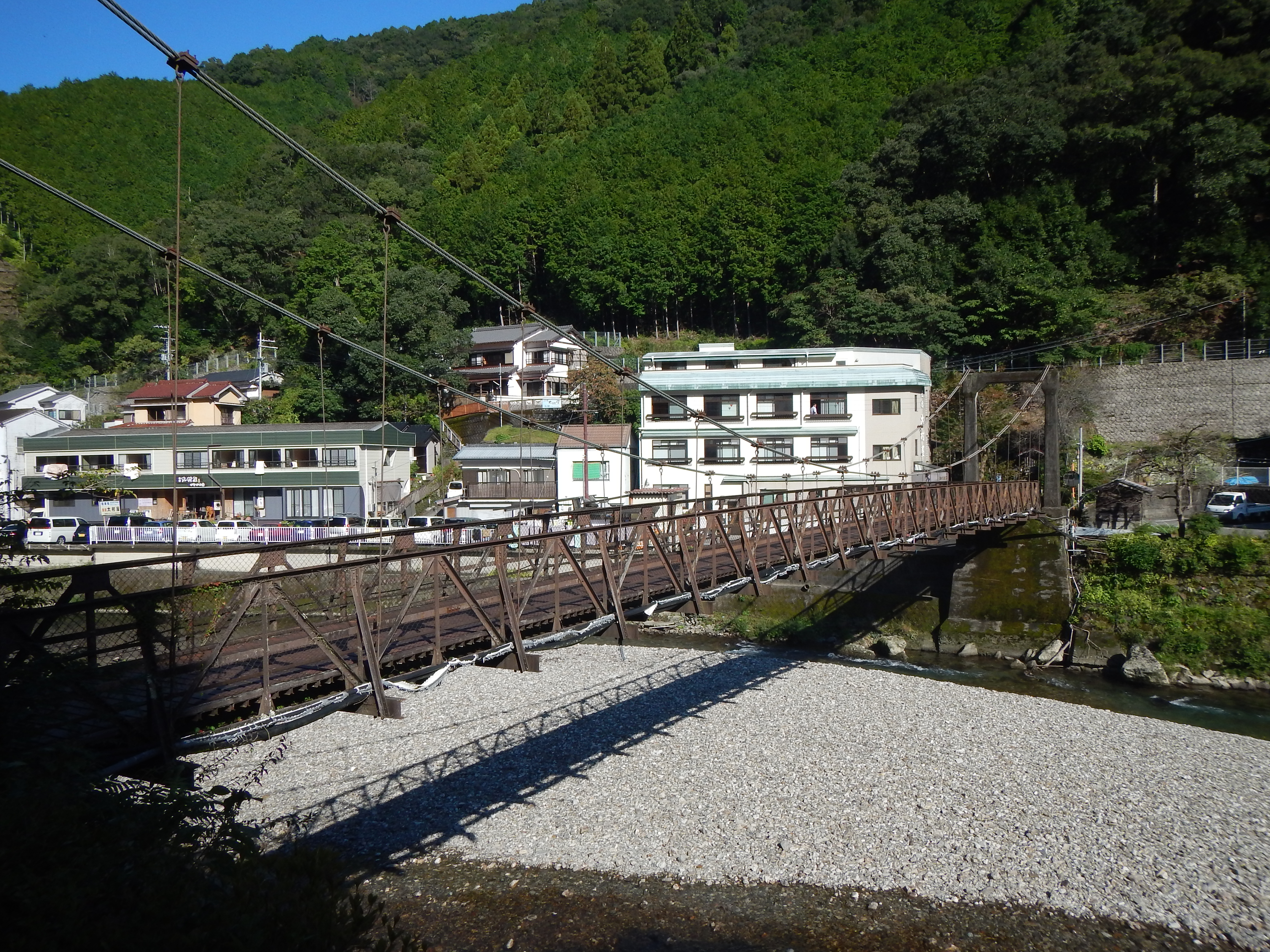
川湯温泉

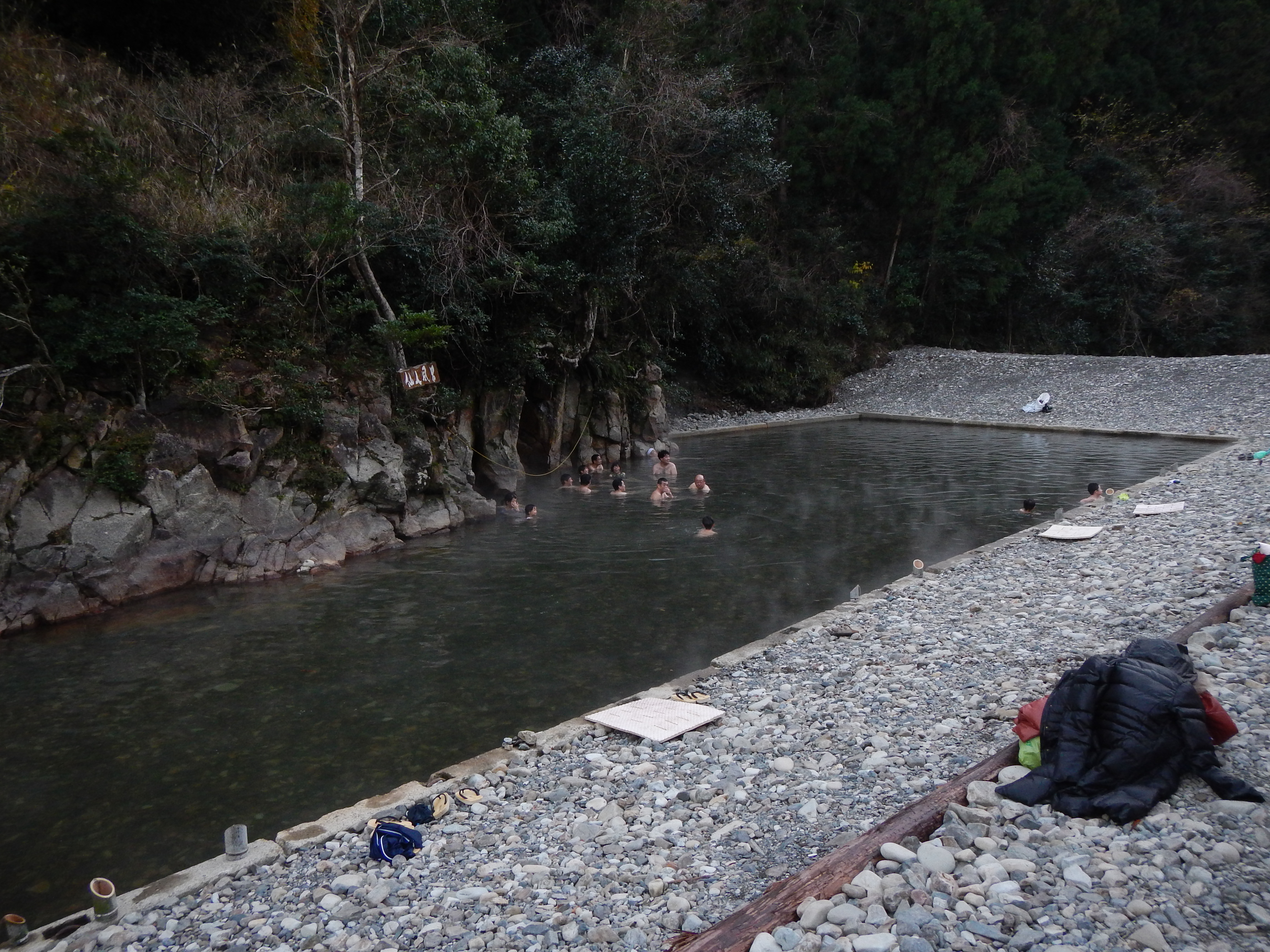
川湯温泉　仙人風呂

川湯温泉（かわゆおんせん）は、和歌山県田辺市本宮町（旧国紀伊国牟婁郡）にある温泉。

## 泉質
- ナトリウムー炭酸水素塩・塩化物温泉[1]

## 温泉街
熊野川の支流である大塔川の左岸に旅館や食堂、共同浴場が存在する。川原を掘れば温泉が湧くことが大きな特徴である。川の流れの中にも湯が湧いており、川底から気泡が上がるのが見える。
川の流量が減る冬季に、川をせき止めて作られる巨大な露天風呂「仙人風呂」（例年12月 - 2月末日）が有名。連休の昼間にはたくさんの観光客が訪れ都会のプールのようになるが、夜間や早朝には満天の星の下でせせらぎを聞きながらの湯浴みが楽しめる。2006年末の仙人風呂は温泉街から橋を渡って行く場所に設置されており、橋は22時から6時30分まで施錠される。仙人風呂が開かれている一月中に、湯船に木製のかるたを浮かべてかるた大会が行われる。
温泉からは熊野本宮大社へも近く、車で10分程である。

## 歴史
古くから温泉利用されており、仙人風呂は江戸時代初期に始まったとされる。
1957年（昭和32年）9月27日、厚生省告示第310号により、熊野本宮温泉郷の一部として湯の峰温泉、渡瀬温泉とともに国民保養温泉地に指定された。共に国民保養温泉地に指定された湯の峰温泉、渡瀬温泉とは毎年10月に献湯祭を開き、熊野本宮大社に献湯している。
仙人風呂でのかるた大会は2001年から始まった。2018年（平成30年）8月23日、台風20号が襲来し、床上浸水22戸、床下浸水2戸と田辺市本宮町で最も大きな被害を受け、全宿泊施設が休業となった。温泉街を通る道路（和歌山県道241号静川請川線）は陥没し、同日から全面通行止めとなった。2019年（平成31年）4月27日放送のNHK総合テレビジョン『ブラタモリ』で川湯温泉が取り上げられた。

## アクセス
- 紀勢本線新宮駅より熊野御坊南海バスと奈良交通の八木新宮特急バスで約60分
- 近鉄大和八木駅より奈良交通の八木新宮特急バスが近鉄高田市駅、近鉄御所駅、JR和歌山線五条駅を経て通る（大和八木駅より約5時間30分）